# Escuna Ancud (1843)

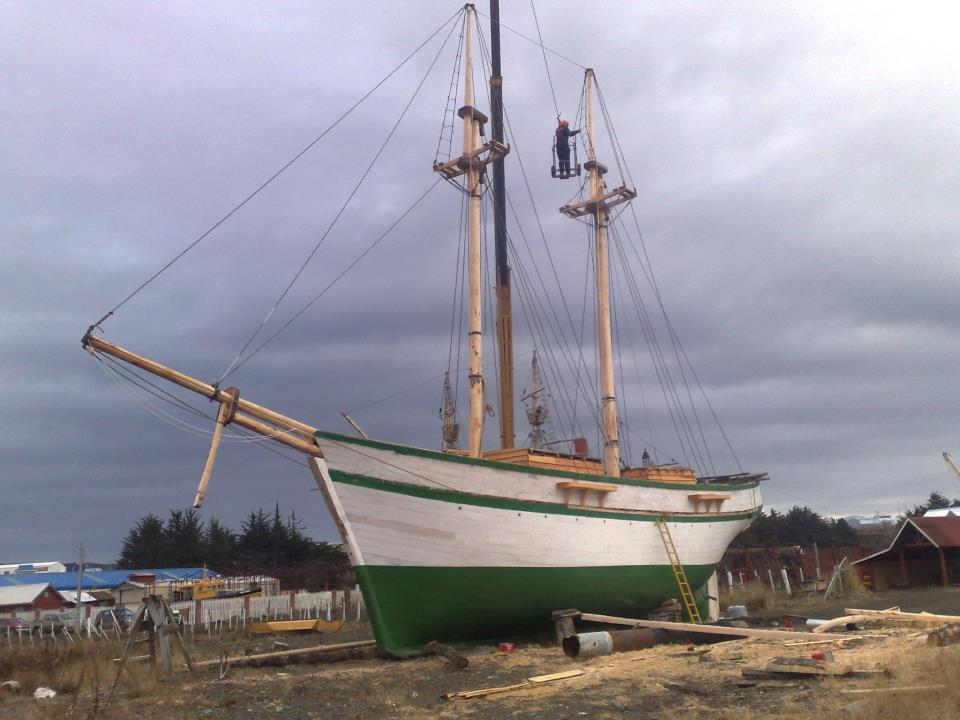
A réplica da escuna Ancud é uma das principais atrações do Museo Nao Victoria em Punta Arenas

A escuna Ancud foi o navio enviado pelo Chile em 1843 para reivindicar a soberania sobre o Estreito de Magalhães e estabelecer Fuerte Bulnes, o primeiro assentamento chileno no estreito. Foi construído para esse fim na cidade de San Carlos de Ancud e comandado por John Williams Wilson, um capitão chileno nascido na Grã-Bretanha.

## Missão
O Ancud partiu de Ancud em 22 de maio de 1843. A tripulação carregava suprimentos para a viagem estimada de sete meses, bem como suprimentos para estabelecer uma colônia no Estreito de Magalhães. A bordo estavam 23 tripulantes (20 homens, 2 mulheres, 1 criança), dos quais cerca de metade ficaria na região de Magalhães com a missão de estabelecer um assentamento permanente.

## De Ancud a Puerto Americano
Eles trouxeram dois botes salva-vidas, mas perderam um deles durante uma tempestade ao sul de Queitao, no arquipélago de Guaitecas. Eles fizeram escala em um lugar conhecido como Puerto Americano ou Tangbac, onde dois navios americanos estavam ancorados: a escuna Betzei e o brigue Enterprise, ambos caçadores de focas. Williams tentou, sem sucesso, comprar do capitão da Enterprise um barco e algumas cartas náuticas de Robert Fitz Roy, mas só obteve uma resposta negativa para o barco e apenas permissão para copiar as cartas. Eles ficaram em Puerto Americano até 3 de julho dedicados à construção de um barco. Enquanto isso, o naturalista Bernardo Philippi foi responsável por copiar à mão as cartas.

## Voltar para Ancud
Em 26 de julho, eles tentaram passar pela Península de Taitao, mas o mau tempo, juntamente com uma falha no leme e uma rachadura de estibordo, os levaram de volta para buscar abrigo novamente em Puerto Americano, chegando lá em 2 de agosto.  No dia seguinte, Williams enviou Miller, Philippi e mais cinco homens de barco de volta a Chiloé com ordens de chegar a Dalcahue, a cerca de 300 km de distância, e de lá viajar por estrada cerca de 80 km até Ancud para obter suprimentos, o leme consertado e informar o governador sobre sua jornada. Eles voltaram 23 dias depois com um barco carregando suprimentos.
Depois de descobrir uma trama de contrabando da Enterprise, Williams ordenou que seu capitão retirasse seu navio de Puerto Americano. Como ele não obedeceu, no dia seguinte o brigue foi apreendido e Williams ameaçou atirar neles se ignorassem a ordem. O Enterprise foi retirado de Puerto Americano para uma praia próxima e no dia seguinte, quando a escuna Ancud partiu para continuar sua jornada, foi relatado aos americanos que, se eles os encontrassem novamente em território chileno sem uma permissão formal das autoridades locais, eles procederiam ao confisco do barco.

## Estreito de Magalhães
Continuando para o sul, eles estavam batizando as formas de relevo que não foram nomeadas em seus mapas.
Ao chegarem a Punta Santa Ana, já no Estreito, em 21 de setembro de 1843, toda a tripulação da escuna desembarcou e tomou posse formal do território circundante em nome do Chile e iniciou o processo de construção de Fuerte Bulnes.
Antes de partir para explorar o leste em 26 de setembro, eles deixaram em Santa Ana uma placa gravada com as palavras "República do Chile" e "Viva o Chile!". Depois de explorar a área e conhecer uma tribo de Tehuelches, eles deixaram o estreito em 4 de dezembro para o caminho de volta.

## Replica
Uma réplica em tamanho real do navio estava aberta aos visitantes no Museu Nao Victoria em Punta Arenas, Chile.